# مصطفى كردين
مصطفى كردين، لاعب كرة قدم قطري سابق.
لعب سابقاً مع نادي أم صلال ونادي الخريطيات.

## روابط خارجية
- مصطفى كردين على موقع Soccerway.com (الإنجليزية)